# Festival du film de Telluride
 (novembre 2020).
Ne doit pas être confondu avec Mountainfilm in Telluride.
Le festival du film de Telluride (Telluride Film Festival) est un festival de cinéma américain créé en 1974 et qui se déroule chaque année à Telluride (Colorado) au mois de septembre.

## Historique
Le festival est subventionné par le National Film Preserve. Il est créé en 1974 par Bill et Stella Pence, Tom Luddy et Jim Card, ainsi que par le Telluride Council for the Arts and Humanities.
En 2006, Bill et Stella Pence annoncent qu'ils se retirent de la direction du Festival. Gary Meyer les remplace avec Tom Luddy. Julie Huntsinger est également engagée comme managing director. Le festival projette des films oubliés et des films qui mettent en avant l'Amérique, voire le Monde. Chaque année, une certaine somme est reversée aux réalisateurs et aux acteurs qui ont fondamentalement changé le monde du cinéma.
En 2023, du 31 août au 4 septembre, le festival a fêté ses cinquante ans.

## Programme
- Shows
- Guest Directors
- SHOWcase for Shorts
- Filmmakers of Tomorrow
- Frontlot/Backlot

## Éditions

### 2014
Le festival du film de Telluride 2014, 41e édition du festival (41st Telluride Film Festival), s'est déroulé du 29 août au 1er septembre 2014.
Dans le programme principal, les films suivants ont été présentés :
- The 50 Year Argument de Martin Scorsese et David Tedeschi  Royaume-Uni  États-Unis
- ’71 de Yann Demange  Royaume-Uni
- 99 Homes de Ramin Bahrani  États-Unis
- Birdman de Alejandro González Iñárritu  États-Unis
- Dancing Arabs de Eran Riklis  Israël  Allemagne  France
- The Decent One (Der Anständige) de Vanessa Lapa  Israël  Autriche
- Diplomacy (Diplomatie) de Volker Schlöndorff  France  Allemagne
- Foxcatcher de Bennett Miller  États-Unis
- The Gate (Le Temps des aveux) de Régis Wargnier  France  Belgique  Cambodge
- The Homesman de Tommy Lee Jones  États-Unis
- The Imitation Game de Morten Tyldum  Royaume-Uni  États-Unis
- Léviathan (Левиафан) de Andreï Zviaguintsev   Russie
- The Look of Silence de Joshua Oppenheimer  Danemark  Indonésie  Norvège  Finlande  États-Unis
- Madame Bovary de Sophie Barthes  Royaume-Uni  Belgique
- Merchants of Doubt de Robert Kenner  États-Unis
- Mommy de Xavier Dolan  Canada
- Mr. Turner de Mike Leigh  Royaume-Uni
- The Price of Fame (La Rançon de la gloire) de Xavier Beauvois  France
- Red Army de Gabe Polsky  États-Unis  Russie
- Rosewater de Jon Stewart  États-Unis
- The Salt of the Earth de Wim Wenders et Juliano Ribeiro Salgado  Brésil  Italie  France
- Tales of the Grim Sleeper de Nick Broomfield  Royaume-Uni  États-Unis
- Two Days, One Night (Deux jours, une nuit) de Luc Dardenne et Jean-Pierre Dardenne  Belgique  Italie  France
- Wild de Jean-Marc Vallée  États-Unis
- Wild Tales (Relatos salvajes) de Damián Szifrón  Argentine  Espagne